# Saint-Dizier
Saint-Dizier é uma comuna francesa na região administrativa de Grande Leste, no departamento de Haute-Marne. Estende-se por uma área de 47,69 km², com 30 900 habitantes, segundo os censos de 1999, com uma densidade de 647 hab/km².